# Günther Regel

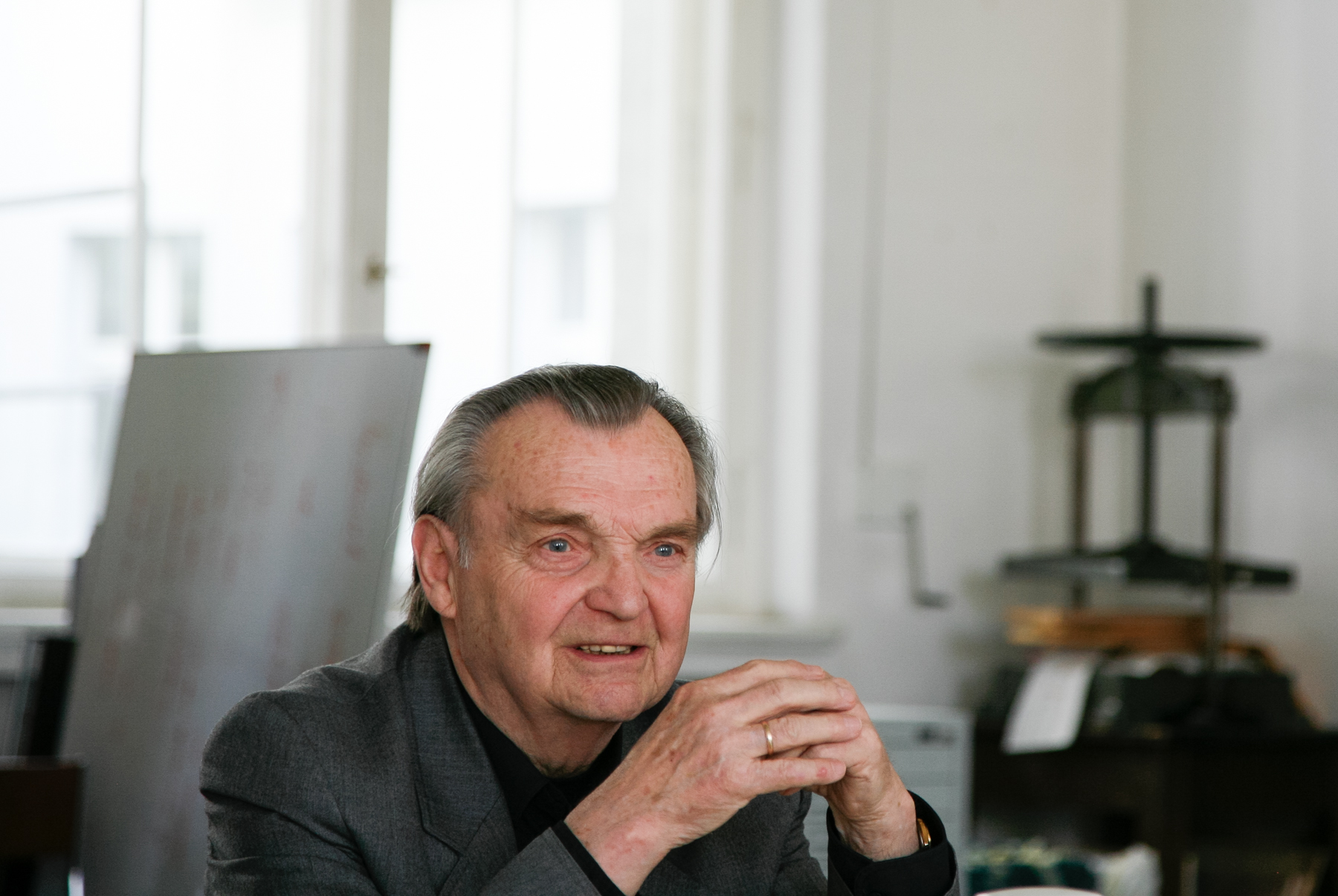
Günther Regel, 2011

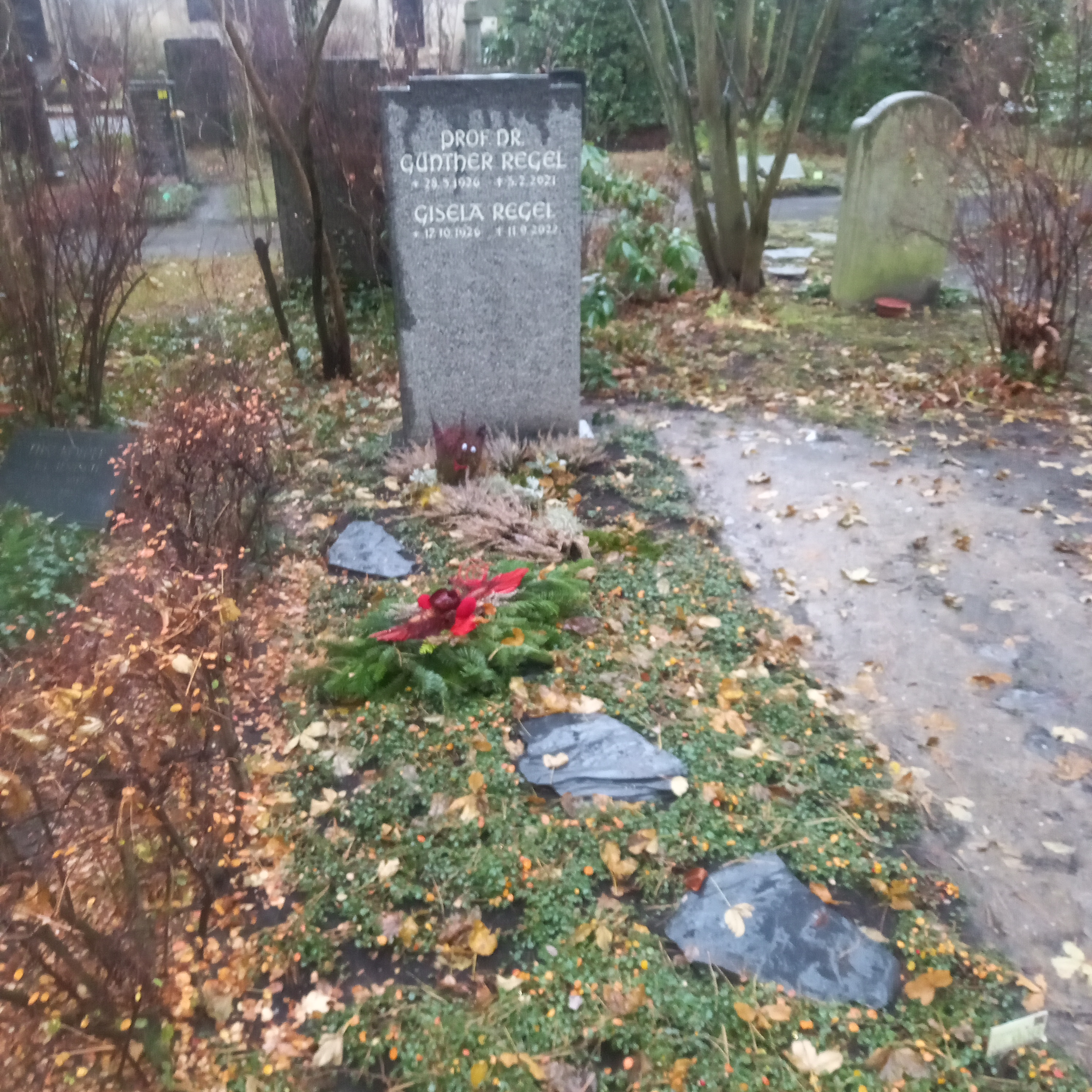
Das Grab von Günther Regel und seiner Ehefrau Gisela auf dem Südfriedhof (Leipzig)

Günther Regel (* 28. März 1926 in Maltsch a.d. Oder, Niederschlesien; † 3. Februar 2021 in Leipzig) war ein deutscher Professor für Kunstpädagogik. Er war der Begründer einer nonkonformistischen Kunstpädagogik in der DDR.

## Akademische Laufbahn
Regel war ab 1946 in der Nähe von Leipzig als Neulehrer tätig. 1948 begann er ein Studium der Kunstpädagogik und Psychologie an der Universität Leipzig, doch schon nach kurzer Zeit wechselte er nach Halle/Saale und schließlich nach Greifswald. Auf seinem akademischen Weg wurde er von Lehrerpersönlichkeiten wie Hans Mayer und Ernst Bloch in Leipzig, dem Kunsthistoriker Wilhelm Worringer und dem bildenden Künstler Conrad Felixmüller in Halle, dem Bauhausschüler Herbert Wegehaupt in Greifswald beeinflusst. 1956 wurde er an der Universität Greifswald mit der Dissertation „Untersuchungen zum Problem der realistischen Farbgestaltung im Kunstunterricht“ zum Dr. phil. promoviert. 1960 folgte dort die Habilitation mit der Arbeit „Untersuchung zu den Grundfragen des farbigen Gestaltens im Kunstunterricht der allgemeinbildenden polytechnischen Oberschule.“
Regel stand schon früh im Konflikt mit der Kultur- und Schulpolitik der DDR. Seine Gedanken und Thesen zum Konzept der künstlerischen Bildung und Vermittlung des Künstlerischen entsprachen nicht den Vorstellungen von Didaktik und Methodik des Kunstunterrichts in der DDR. Er führte ein Leben unter Repressionen und Druck, was 1968–1970 zu einem Arbeitsverbot und 1970 zu einer Zwangsversetzung nach Leipzig führte.
Von 1970 bis 1975 war Regel Professor mit vollem Lehrauftrag für Theorie und Methodik der Kunsterziehung an der Sektion Kulturwissenschaften und Germanistik der Karl-Marx-Universität Leipzig, von 1975 bis 1991 Professor für Theorie und Geschichte der bildenden Kunst an der Sektion Kultur- und Kunstwissenschaften der Karl-Marx-Universität Leipzig. Von 1970 bis 1991 baute Regel einen Lehrstuhl für Theorie der bildenden Kunst auf und prägte mit seiner Arbeit das Leipziger Institut für Kunstpädagogik nachhaltig.
Auch in Leipzig hatte er auf Grund seiner Haltung mit Repressalien zu kämpfen. Das führte unter anderem 1977 zum Verbot einer internationalen Tagung in Leipzig – mit der Begründung  seines fehlenden Bekenntnisses zur Kulturpolitik der DDR. Mit „Dickköpfigkeit“, die Günther Regel sich selbst attestierte, gelang ihm der Spagat zwischen den staatlichen Vorgaben und seinen kunstwissenschaftlichen Notwendigkeiten, ohne dabei unehrlich oder angepasst zu werden. Trotz aller Schwierigkeiten pflegte er internationale Kontakte, unter anderen mit dem Kunstpädagogen Gunter Otto aus Westdeutschland. Die Beziehung zu Gunter Otto bezeichnete er als einzigartig für das, was trotz aller Willkür und Behinderungen an Kontakten zwischen Fachkollegen zwischen den beiden Deutschlands möglich war. Durch seine deutliche Abgrenzung von Ottos Konzept der »ästhetischen Erziehung« rief er einen nachhaltigen und populären Fachdisput hervor.
Nach dem Mauerfall 1989 trug Regel wesentlich zum kunsttheoretischen und kunstpädagogischen Dialog zwischen Ost und West bei.

## Kunstpädagogische Konzeption
Das »spezifische Künstlerische«, »kunstgemäßer Unterricht« und »künstlerische Bildung« sind für Regel wesentlich für die Entwicklung von Kreativität und Gestaltungsfähigkeit jedes Einzelnen im Sinne von Joseph Beuys. Somit trägt Kunstpädagogik maßgeblich zur Entwicklung der Persönlichkeit bei. In der didaktischen Einheit von Produktion, Rezeption und Reflexion sieht das nonkonformistische Konzept von künstlerischer Bildung seinen Vermittlungsschwerpunkt in der modernen und zeitgenössischen Kunst.

## Publikationen (Auswahl)
- Günther Regel: Das Künstlerische vermitteln … : Aufsätze, Vorträge, Statements und Gespräche zur Kunst, Kunstlehre und Kunstpädagogik. Herausgegeben von Frank Schulz. München 2008
- Regel, Günther: Thesen zum Konzept Künstlerische Bildung. In: „Kunst+Unterricht“. Heft 280. Seelze 2004
- Günther Regel: Erinnerungen an Gunter Otto: Ästhetische Rationalität – Schlüssel zum Kunstverständnis? Festvortrag von Günther Regel. Herausgegeben von Karl-Josef Pazzini, Andrea Sabisch, Wolfgang Legler, Torsten Meyer. Hamburg 2002
- Günther Regel: Beuys und die Zweite Moderne, Herausforderung der künstlerischen Bildung. Mit einem Gespräch mit Günther Regel anlässlich seines 75. Geburtstages. Institut für Kunstpädagogik, Leipzig 2001
- Günther Regel, Frank Schulz, Johannes Kirschenmann, Harald Kunde: Moderne Kunst. Zugänge zu ihrem Verständnis. Herausgegeben von Günther Regel. Stuttgart und Leipzig 1994
- Günter Regel (Hrsg.): Paul Klee. Kunst – Lehre. Aufsätze, Vorträge, Rezensionen und Beiträge zur bildnerischen Formlehre. Leipzig 1987
- Günther Regel: Medium bildende Kunst. Bildnerischer Prozess und Sprache der Formen und Farben. Berlin 1986
- Günther Regel: Es geht auch anders! Eine Autobiografie mit fiktiven Gesprächen. München 2016